# لبد (بلغارستان)
لبد (به بلغاری: Lebed) یک منطقهٔ مسکونی در بلغارستان است که در شهرستان ژبل واقع شده‌است.